# Chœur d'hommes de Hombourg-Haut
Le Chœur d'hommes de Hombourg-Haut est l'ensemble choral masculin le plus ancien de Lorraine. Il est composé de 67 choristes dirigés par Patricia Czekala. Son président est Vivian Schmitt.

## Histoire et activités
La Société Chorale est créée en 1865 à Goffontaine (actuellement Schafbrücke) par les établissements métallurgiques Gouvy voulant favoriser la pratique musicale chez les ouvriers afin d'éviter qu'ils passent leur temps dans les bars, : les forges allemandes se trouvaient alors à Goffontaine et l'usine française à Hombourg-Haut. En 1873  les installations allemandes sont vendues et une cinquantaine de ses ouvriers et leurs familles partent travailler à Hombourg-Haut, rattachée à l'Allemagne en 1871 : parmi ces derniers, une trentaine sont membres de la chorale et se regroupent sous le nom de Société Musicale et Chorale de Hombourg-Haut. À la bénédiction de son drapeau en 1896, la chorale compte déjà 63 membres. En 1918, au retour de l'Alsace-Moselle à la France, la chorale, qui chante en allemand depuis ses débuts, doit désormais aussi s'exprimer en français.
Le Chœur d'hommes donne une vingtaine de concerts par an, essentiellement en Lorraine, mais aussi en Alsace, en Bretagne, en Haute-Savoie, au Pays basque, en Anjou, à Paris et à l'étranger (Allemagne, Luxembourg, Belgique, Pays-Bas, Suisse, Autriche, Italie, Roumanic, Québec),,,,.
Depuis 1990, le Chœur organise des Rencontres musicales à la collégiale de Hombourg-Haut au cours desquelles il partage la scène avec d'autres chorales. Notamment, le 17 octobre 2021, il accueille le Chœur de l'Armée française, le seul chœur masculin professionnel de France,.
Le Chœur d'hommes de Hombourg-Haut a à son actif plusieurs enregistrements discographiques, disponibles également sur des plateformes de musique en streaming. Son répertoire comprend des œuvres profanes et religieuses de la Renaissance à nos jours en plus de trente langues. Une large part est consacrée à Théodore Gouvy, compositeur de la localité. Le Chœur chante surtout a capella, parfois accompagné par un piano, un orgue ou un orchestre tels l'orchestre d'Harmonie des Houillères de Lorraine ou la Philharmonie de Lorraine,.
En décembre 1992, le Chœur se produit à l'Arsenal de Metz avec Nana Mouskouri, à l'occasion de la grande soirée de France Télécom, diffusée en direct par RTL,.

En 2015, le Chœur fête ses 150 ans d'existence : à cette occasion, une exposition (tableaux, photos, documents, livrets, films) lui est consacrée à la villa Gouvy à Hombourg-Haut, « celle-là même où vécut Théodore Gouvy le compositeur, qui régale les mélomanes lors de concerts des rencontres musicales », comme se réjouit René Blaise, président de l'office de tourisme de Freyming-Merlebach.

Exposition pour les 150 ans du Chœur à la ville Gouvy (2015)
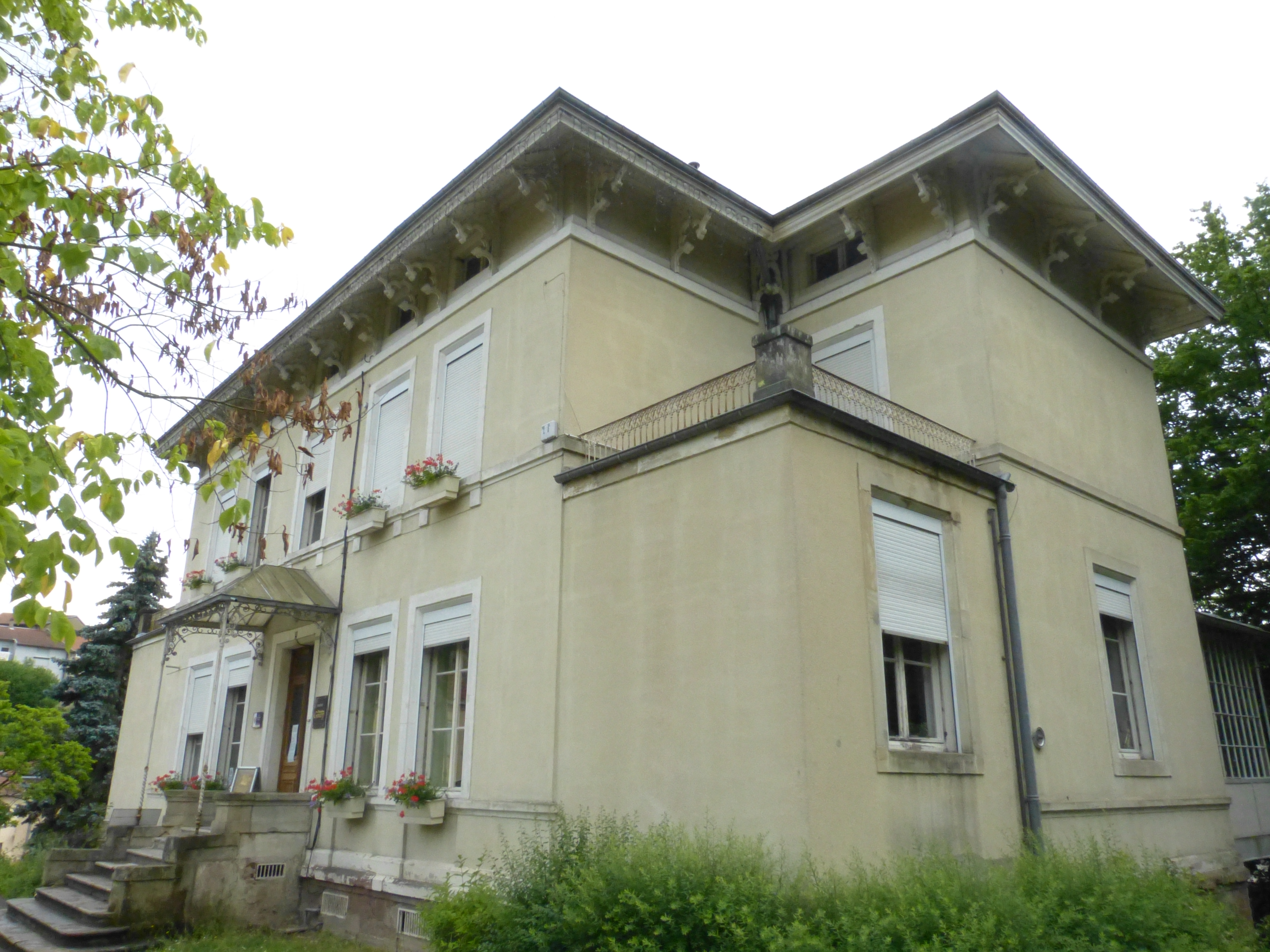
La villa Gouvy
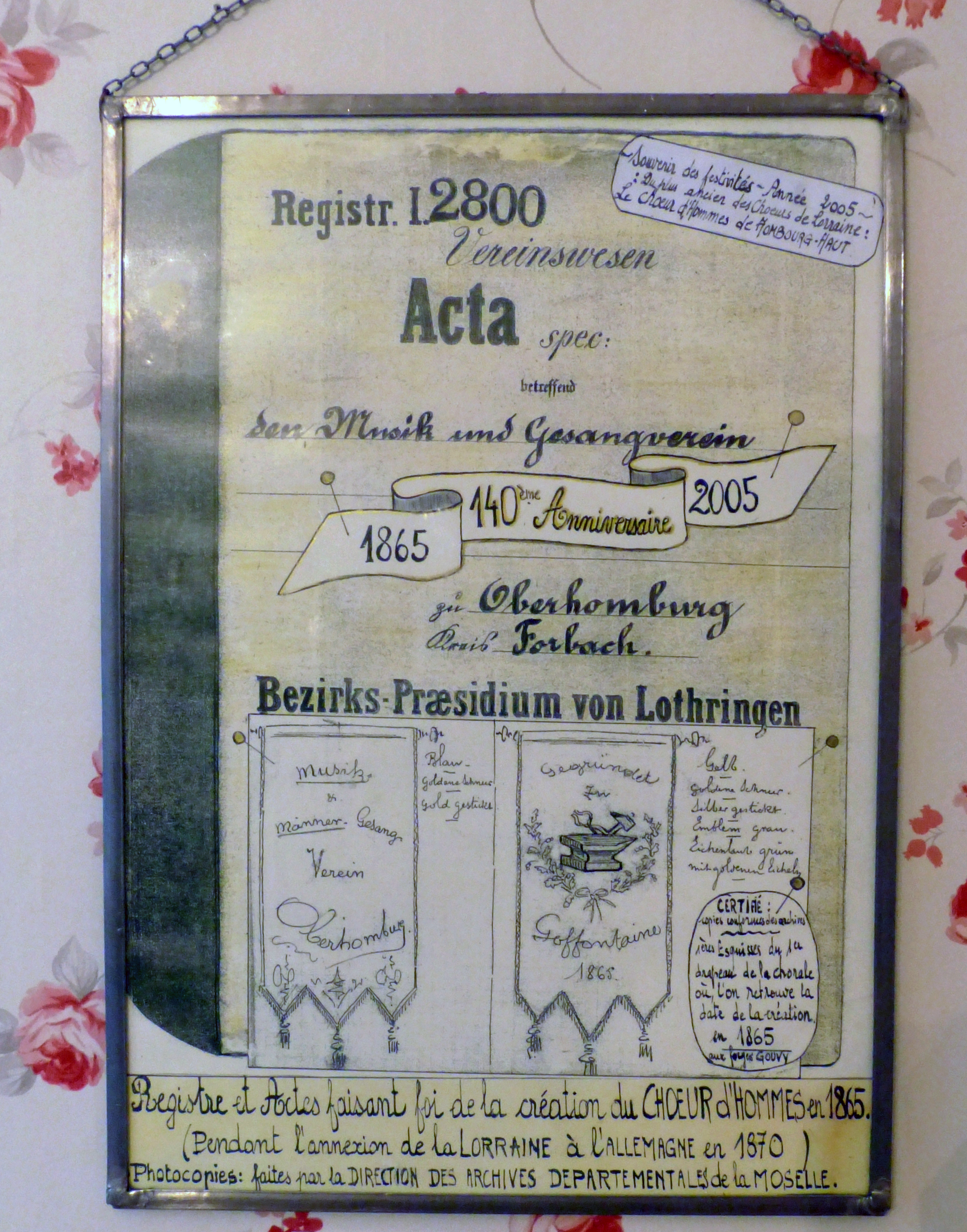
Acte de création du chœur en 1865
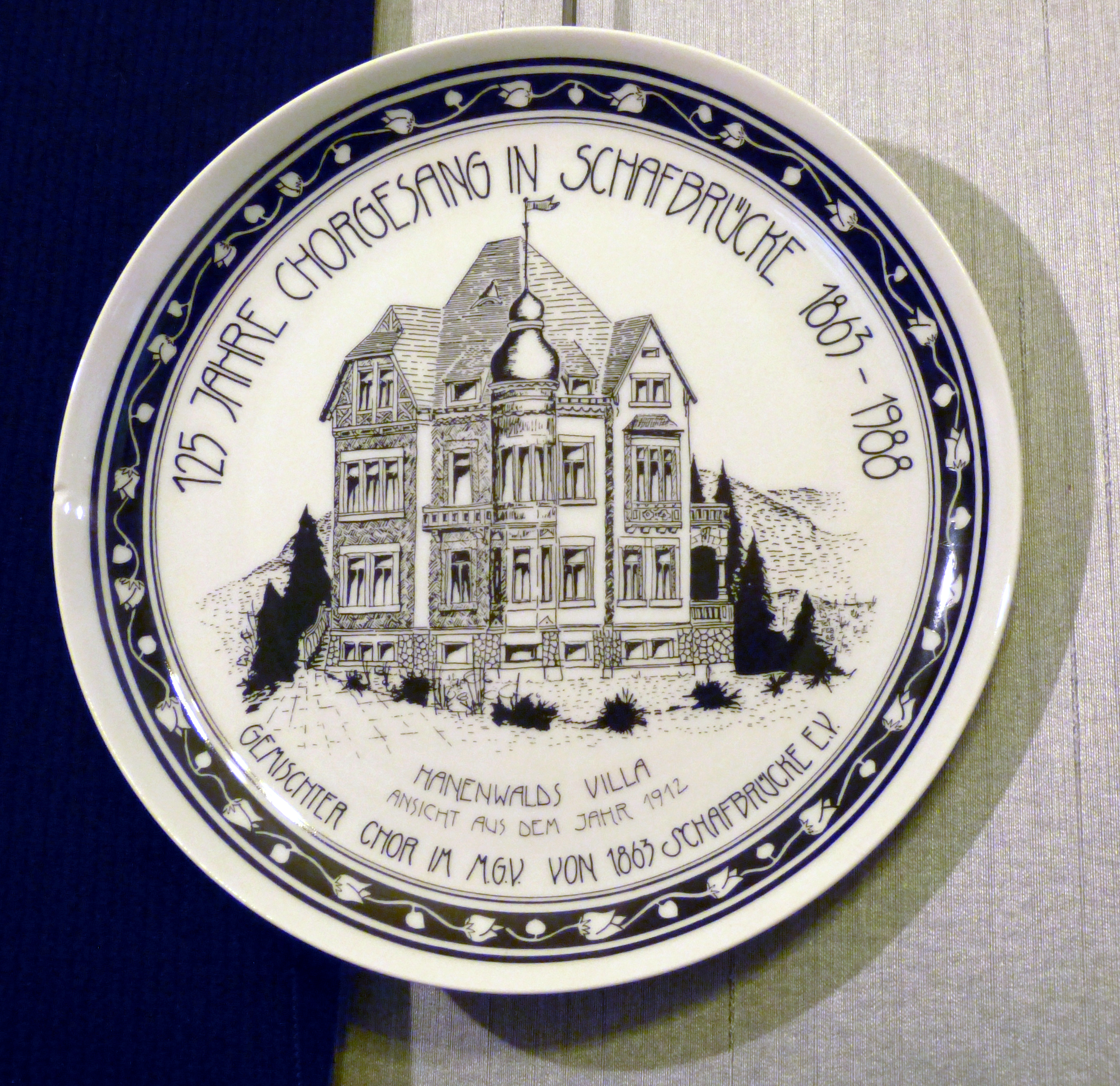
Assiette commémorative pour les 125 ans
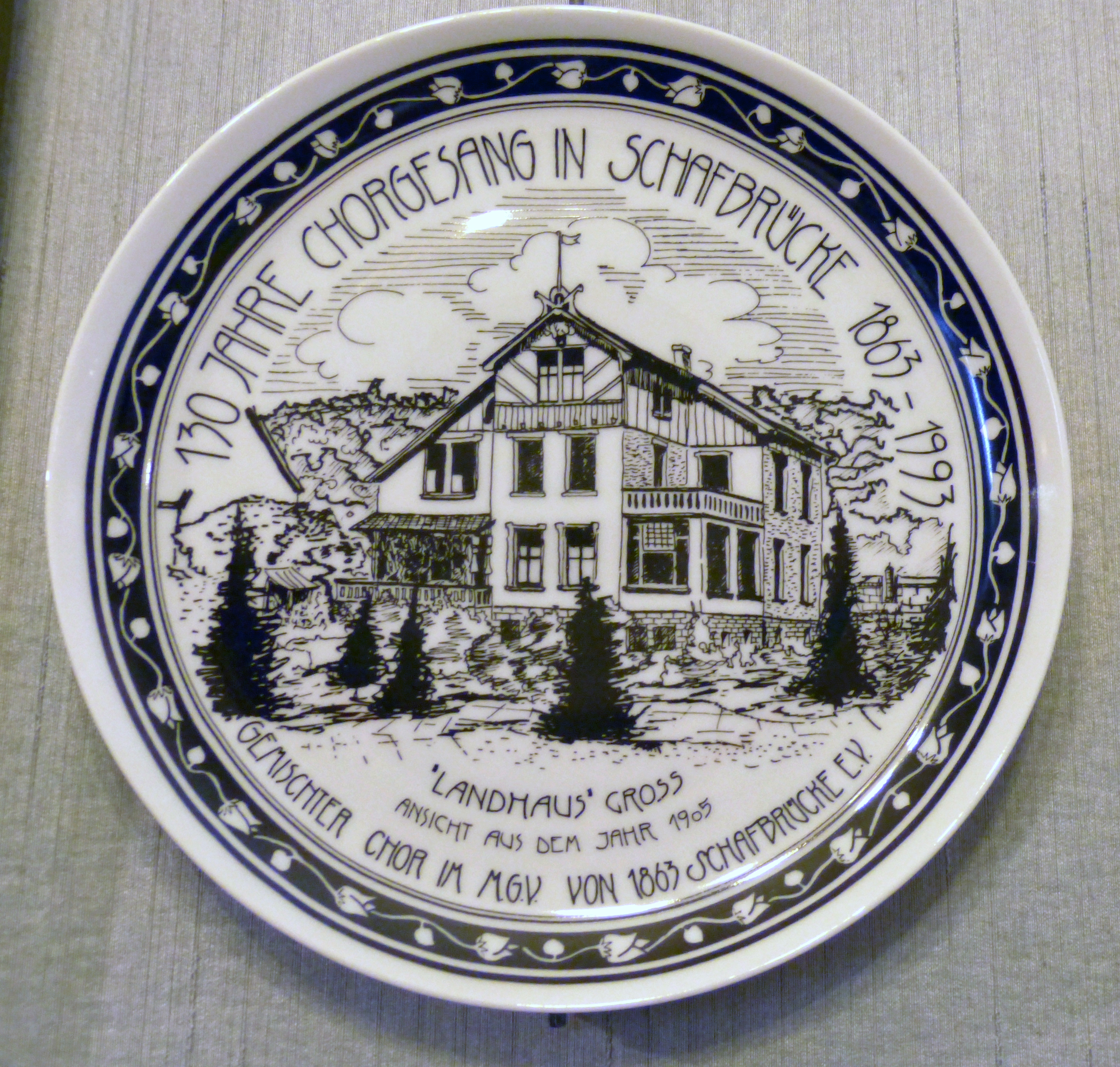
Assiette commémorative pour les 130 ans
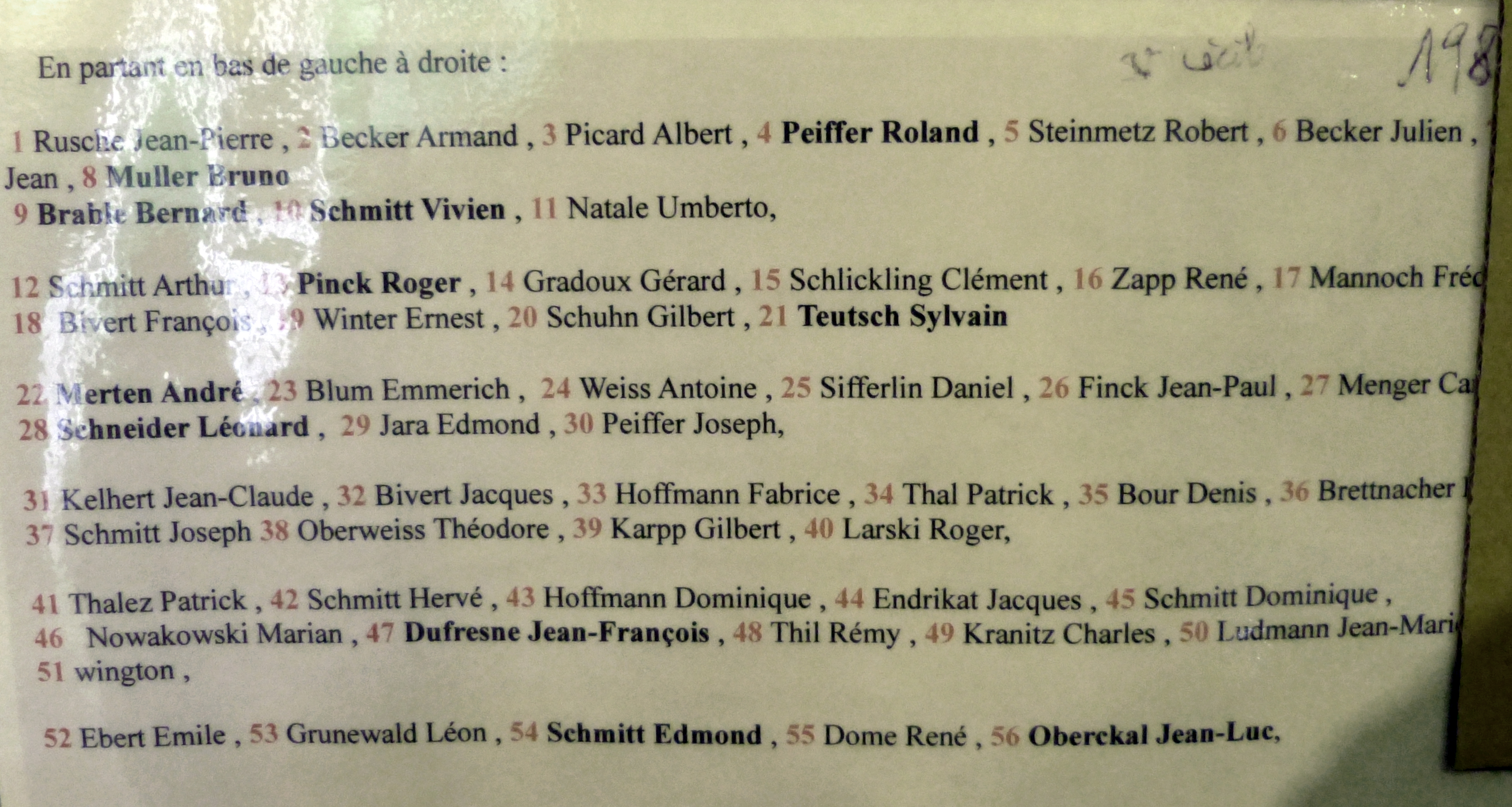
Les membres du Chœur dans les années 1980

En octobre 2019, Jean-Pierre Pernault présente un reportage sur le Chœur d'hommes de Hombourg-Haut au cours du journal télévisée de 13 heures de TF1.
Le 25 février 2020, l'année de ses 155 ans, le Chœur donne un concert au Trianon Élysée Montmartre à Paris.

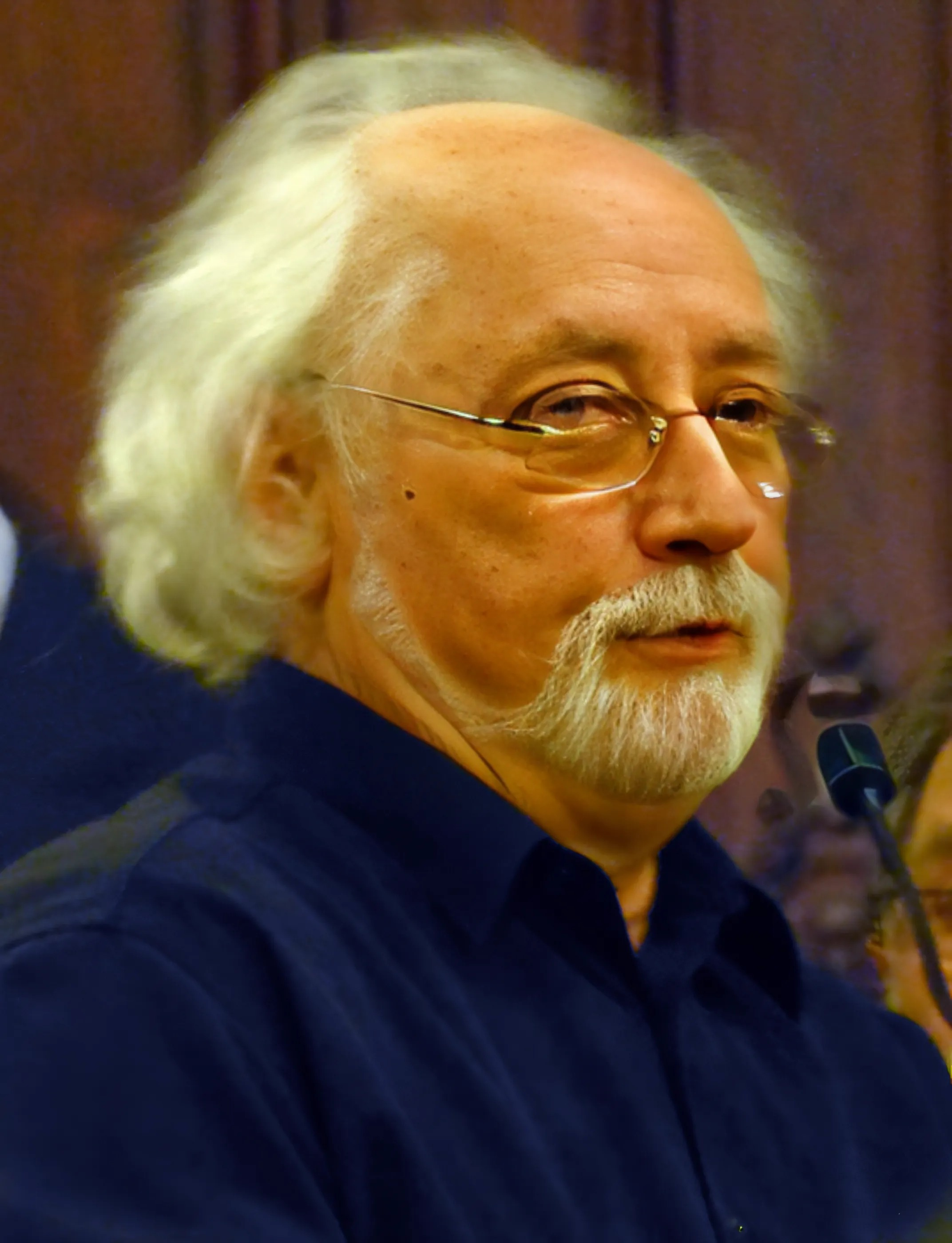
Norbert Ott, chef du Chœur pendant plus de 20 ans, le 6 décembre 2015 en l'Église Notre-Dame de Metz

Au cours de cette même année, le Chœur est touché par la pandémie du virus Covid-19 : dans la nuit du 25 au  26 mars, Norbert Ott, compositeur et harmonisateur de chansons, chef du Chœur depuis septembre 2000, meurt à 80 ans, ; le 26 mars, Louis-Joseph Bur, 1er ténor du Chœur depuis 16 années, décède à son tour à 77 ans. Puis, le 3 mai, Bruno Muller, chanteur dans le Chœur depuis 53 ans, est emporté par le virus à 74 ans, suivi le 16 octobre par André Merten, 84 ans, membre depuis 37 ans,.
À la suite du décès de Norbert Ott, Patricia Czekala, accordéoniste et organiste liturgique, originaire de Marlenheim, prend la direction du Chœur au printemps 2020, devenant de la sorte son premier chef féminin. Elle avait dirigé auparavant la chorale Saint Rémi de Forbach pendant 13 ans et avait rejoint le Chœur de Hombourg-Haut en 2015, comme cheffe-adjointe de Norbert Ott,,.
Le Chœur d'hommes de Hombourg-Haut organise également ses propres marches du 1er mai, Sainte-Cécile, fête de la musique et chant de rentrée au collège.

## Galerie photographique

Le Chœur en concert le 6 décembre 2015 en l'Église Notre-Dame de Metz
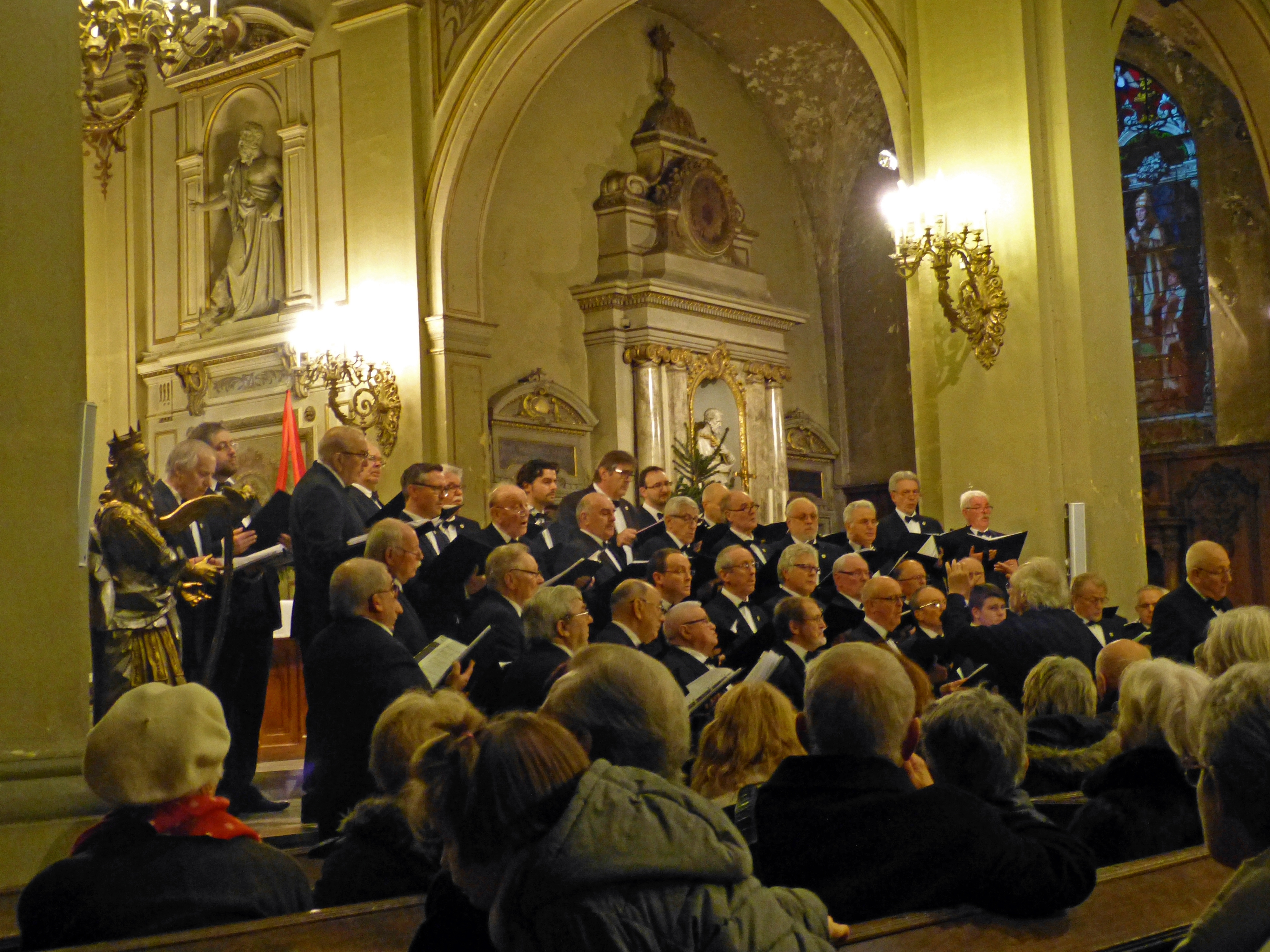
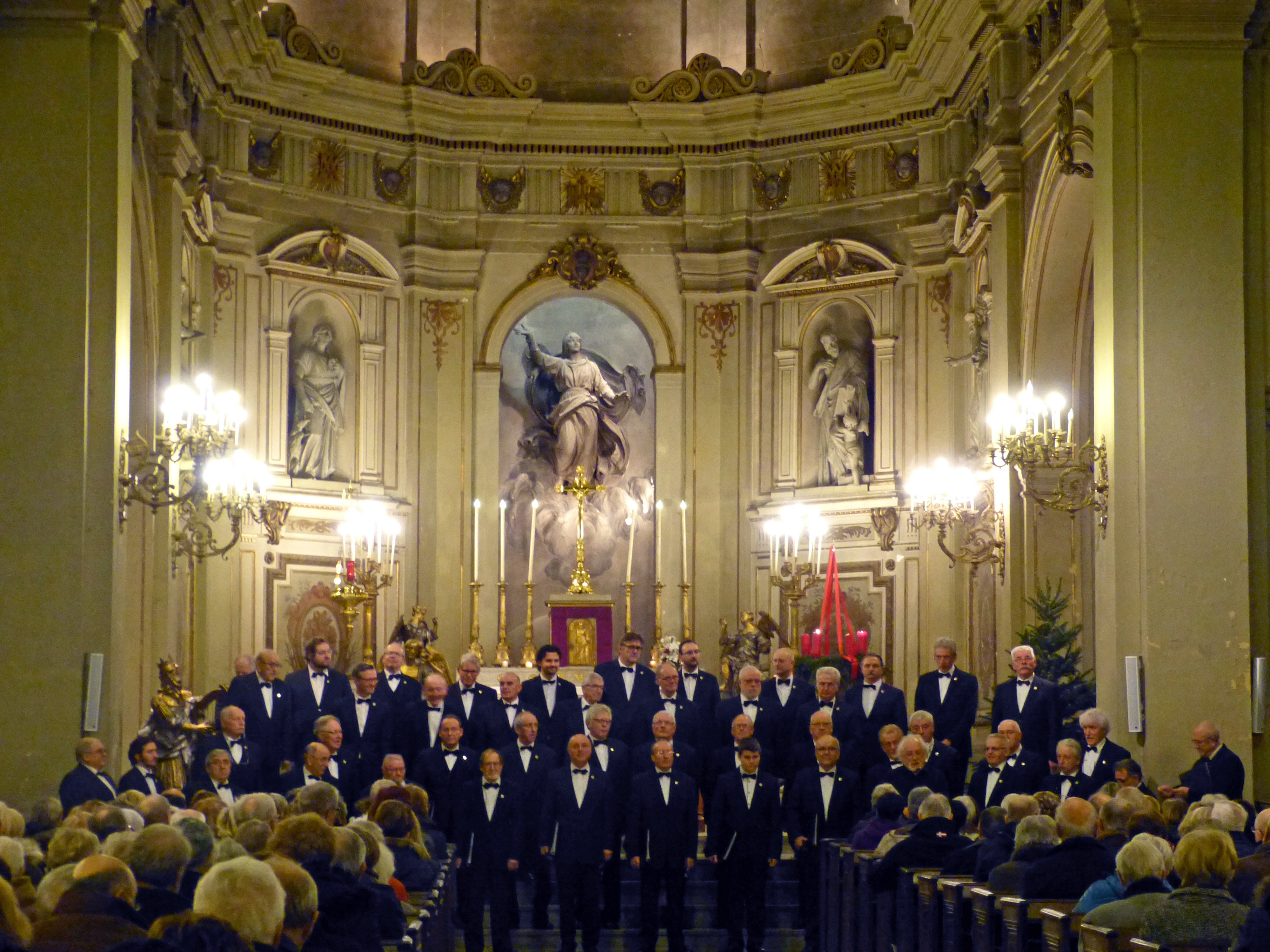
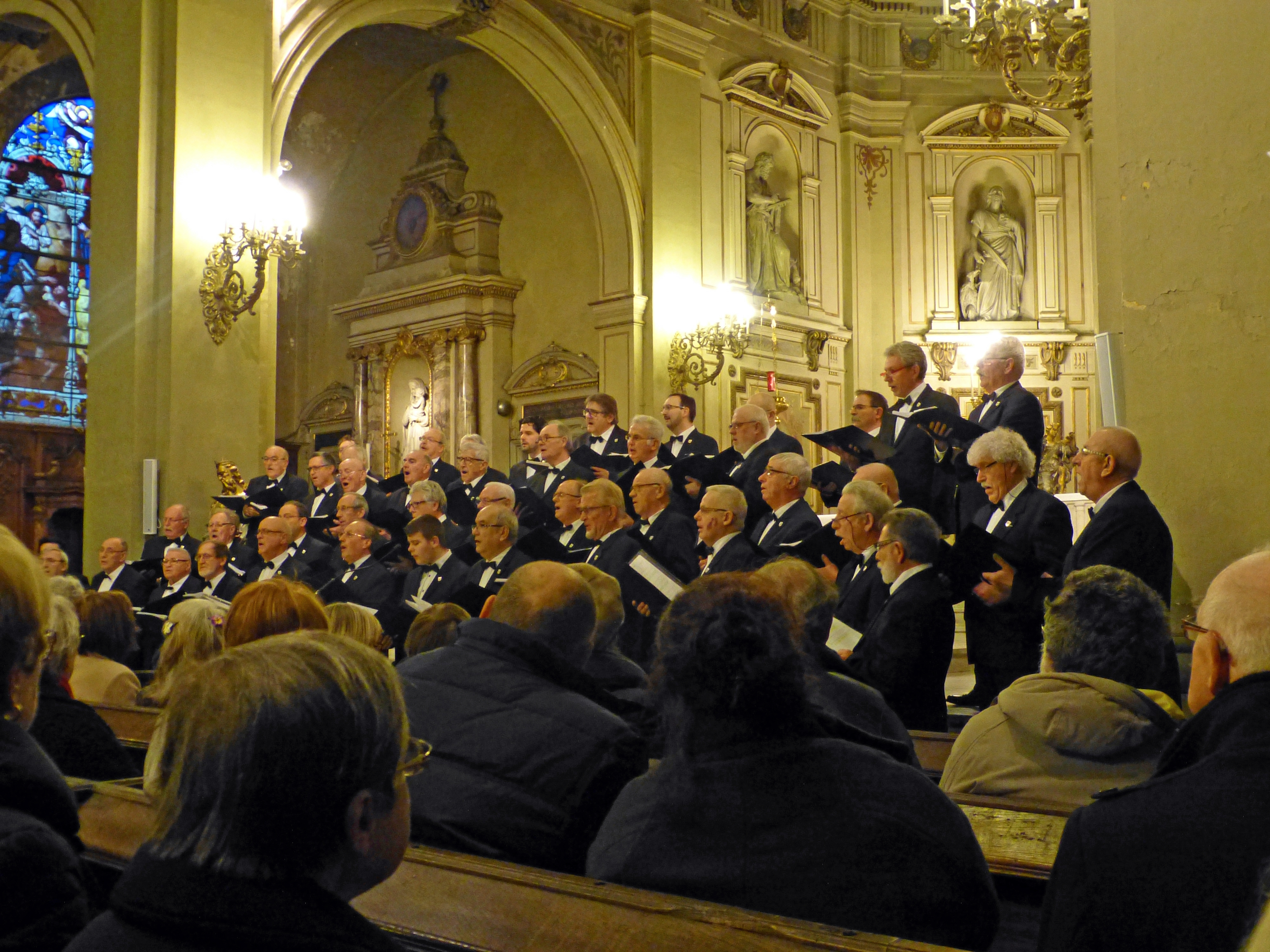

## Liste des dirigeants du Chœur
- 1923-1972 : Eugène Diem
- 1972-1983 : Albert Picard
- 1983-1986 : Umberto Nale
- 1986-1989 : Aimé Bastian
- 1989-1991 : Pierre Adolphe
- 1991-2000 : Alfred Schmidt
- 2000-2020 : Norbert Ott
- Depuis 2020 : Patricia Czekala

## Discographie

### LP
- Années 1980 : Chorale 1865 Hombourg-Haut (direction Albert Picard)[25]

### CD
- 1994 : Gouvy, Requiem et Cantate Le printemps, avec Scheri Greenawald (soprano), Elsa Maurus (mezzo soprano), Gérard Garino (ténor)  Manfred Hemm (basse), le Chœur de la Schola Cantorum de Vienne (direction Wolfgang Bruneder), le Chœur d'Hommes de Hombourg-Haut (direction Alfred Schmidt), la Philharmonie de Lorraine (direction Jacques Houtmann)
- 1996 : L'héritage de Théodore Gouvy, avec le Chœur d'Hommes de Hombourg-Haut (direction Alfred Schmitt), le Groupe vocal « Les Cavaques », Pascale Ganzoinat-Namura (soprano) et Philippe Delacour (orgue et piano)
- 1997 : Gouvy, Stabat Mater (direction Olivier Holt)
- 2001 : Voyages (direction Norbert Ott)
- 2003 : Plus loin  (direction Norbert Ott)
- 2006 : Horizons  (direction Norbert Ott)
- 2009 : 145 tours  (direction Norbert Ott)
- 2014 : D'un siècle à l'autre (direction Norbert Ott)

## Émissions télévisées
- 21 octobre 2019 : Le Chœur d'Hommes de Hombourg-Haut, une histoire de 150 ans sur TF1.

## Répertoire sélectif
Quelques pièces au répertoire de concert du Chœur, :
- Franz Schubert : Heilig ; Die Nacht
- Die Nacht de Schubert interprété par le Chœur d'hommes de Hombourg-Haut le 6 novembre 2005 en l'Église Saint-Maximin de Thionville, après présentation de son chef Norbert OttJohannes Brahms : In Stiller Nacht
- Franz Biebl : Ave Maria
- Grigori Lvoski : Nynie sili niebesniya
- Mihaïl Ippolitov-Ivanonov : Blagoslovi, douché moia, Gospoda
- Jean-Jacques Goldmann : La mémoire d'Abraham
- Vangelis : Conquest of paradise ; Light and Shadow
- Nikoläi Kedrov : Otche Nach
- Boris Satsenko : Chedryl vietchir
- Pierre Bachelet : Les corons
- Jay Althouse : Whisper
- Norman Luboff : Amen
- Girolamo Bartoli : Tantum ergo
- Rhoda Scott : Oh happy day
- Norbert Ott : Sanctus en carillon, Gloria du cent cinquantenaire
- Franz Liszt : Missa choralis